# Hercostomus uzbekorum
Hercostomus uzbekorum är en tvåvingeart som beskrevs av Stackelberg 1934. Hercostomus uzbekorum ingår i släktet Hercostomus och familjen styltflugor. Inga underarter finns listade i Catalogue of Life.